# Семейство Лидии
Семейство Лидии — небольшое семейство астероидов, расположенное в главном поясе. Семейство названо в честь первого астероида, классифицированного в эту группу — (110) Лидия.

## Крупнейшие астероиды этого семейства
| Имя         | Диаметр    | Большая полуось | Наклонение орбиты | Эксцентриситет орбиты | Год открытия |
| ----------- | ---------- | --------------- | ----------------- | --------------------- | ------------ |
| (110) Лидия | 86,09 км   | 2,733 а. е.     | 5,974 °           | 0,078                 | 1870         |
| (363) Падуя | 35 - 75 км | 2,747 а. е.     | 5,951 °           | 0,073                 | 1893         |